# Georg Heinrich Rudolf Johan von Reiswitz
Georg Heinrich Rudolf Johann Reisswitz (1794 – Breslavia, 1º settembre 1827) è stato un militare e autore di giochi tedesco.

## Biografia
Entrato in servizio nell'artiglieria nel 1810 a Nysa, si distingue nell'assedio di Głogów, dove ottiene una Croce di Ferro. Viene promosso nel 1819 a primo tenente (Premierlieutenant) dell'Artiglieria della Guardia (Gardeartillerie).
Tra il 1816 e il 1819 riprende il mano il lavoro sul wargame iniziato dal padre Georg Leopold von Reiswitz apportando diverse innovazioni, tra cui l'uso delle carte topografiche per rappresentare il terreno, l'introduzione di un arbitro per gestire la partita e l'uso di dadi per determinare i risultati degli scontri, modellando i loro risultati sui dati pubblicati dal generale Gerhard von Scharnhorst in Über die Wirkung des Feuergewehrs ("Sull'effetto delle armi da fuoco", 1813) sugli effetti delle armi da fuoco per modellare i risultati degli scontri.
Il gioco interessa il principe Guglielmo, futuro imperatore Guglielmo I di Germania, e su sua richiesta Reiswitz dimostra il gioco al castello di Berlino all'inizio del 1824, alla presenza dei vertici dell'esercito prussiano. Nonostante un iniziale scetticismo il capo dello stato maggiore prussiano Karl von Müffling rimase impressionato dal gioco affermando: «Non è un gioco normale, è una scuola di guerra. È mio dovere raccomandarlo caldamente all'esercito» Nel 1824 pubblica il regolamento Anleitung zur Darstellung militärische manöver mit dem apparat des Kriegsspiele.
Per la sua invenzione riceve dal re l'onorificenza dell'Ordine di San Giovanni dal re Federico III e dimostra il suo regolamento anche a Mosca al granduca Nicola (futuro zar Nicola I di Russia). Tra gli ufficiali che adottano il suo gioco ci sono tra gli altri anche il futuro capo di stato maggiore Helmuth Karl Bernhard von Moltke, all'epoca ufficiale del corpo topografico.
Oltre a ottenere consensi, Reiswitz si fece anche dei nemici tra gli alti ufficiali dell'esercito, e nel 1826 pur venendo promosso a capitano viene anche trasferito da Berlino a Torgau. Ritenendo di essere stato bandito entra in uno stato di depressione e il 1º settembre 1827, durante una licenza a Breslavia, si suicida sparandosi.